# Nove Ložine
Nove Ložine – wieś w Słowenii, w gminie Kočevje. W 2018 roku liczyła 35 mieszkańców.